# Fanhua Shuiku
Fanhua Shuiku (kinesiska: 繁华水库) är en reservoar i Kina. Den ligger i provinsen Heilongjiang, i den nordöstra delen av landet, omkring 180 kilometer nordväst om provinshuvudstaden Harbin. Fanhua Shuiku ligger 192 meter över havet. Arean är 1,1 kvadratkilometer. Trakten runt Fanhua Shuiku består till största delen av jordbruksmark. Den sträcker sig 1,9 kilometer i nord-sydlig riktning, och 1,4 kilometer i öst-västlig riktning.
Genomsnittlig årsnederbörd är 857 millimeter. Den regnigaste månaden är juli, med i genomsnitt 268 mm nederbörd, och den torraste är januari, med 6 mm nederbörd.